# Balacra distincta
Balacra distincta är en fjärilsart som beskrevs av Sergius G. Kiriakoff 1953. Balacra distincta ingår i släktet Balacra och familjen björnspinnare. Inga underarter finns listade i Catalogue of Life.